# Atletica leggera ai Giochi della XIX Olimpiade - 110 metri ostacoli

Video della Finale (film ufficiale dei Giochi)

Video della Finale (radiocronaca di Paolo Valenti)

I 110 metri ostacoli hanno fatto parte del programma maschile di atletica leggera ai Giochi della XIX Olimpiade. La competizione si è svolta nei giorni 16-17 ottobre 1968 allo Stadio Olimpico Universitario di Città del Messico.

## L'eccellenza mondiale
| Campione olimpico 1964      | 13"6          | Hayes Jones      | Rit. 1964 |
| Campione europeo 1966       | 13"7          | Eddy Ottoz       | Presente  |
| Migliore atleta in attività | 13"2 = (1967) | Earl McCullouch  | No Trials |
| Vincitore dei Trials USA    | 13"4          | Willie Davenport | Presente  |

## La gara
Eddy Ottoz segna il miglior tempo delle batterie: 13"5.

Entrambe le semifinali sono vinte dagli statunitensi: la prima serie da Ervin Hall in 13"3 (davanti a Ottoz); la seconda da Willie Davenport in 13"5.

In finale Willie Davenport scatta subito in testa e rimane imprendibile fino alla fine. Lottano per il secondo posto Hall e Ottoz. I due superano appaiati tutte le 10 barriere, poi nel tratto finale la spunta l'americano per soli 4 centesimi. Davenport stabilisce il nuovo record olimpico.

## Risultati

### Turni eliminatori
| 5 Batterie   | 16 ottobre | 40 iscritti   | Si qualificano i primi 3 + il miglior tempo. |
| 2 Semifinali | 17 ottobre | 8 + 8         | Si qualificano i primi 4.                    |
| Finale       | 17 ottobre | 8 concorrenti |                                              |

### Batterie
| Pos. | Atleta              | Nazione                 | Tempo ufficiale | Tempo elettrico | Nota |
| ---- | ------------------- | ----------------------- | --------------- | --------------- | ---- |
| 1    | Ervin Hall          | Stati Uniti             | 13"7            | 13"75           | Q    |
| 2    | Pierre Schoebel     | Francia                 | 13"8            | 13"83           | Q    |
| 3    | Daniel Riedo        | Svizzera                | 14"0            | 14"10           | Q    |
| 4    | Giovanni Cornacchia | Italia                  | 14"1            | 14"13           |      |
| 5    | Franklin Blyden     | Isole Vergini Americane | 14"7            | 14"74           |      |
| 6    | Kimaru Songok       | Kenya                   | 14"7            | 14"76           |      |

| Pos. | Atleta            | Nazione          | Tempo ufficiale | Tempo elettrico | Nota |
| ---- | ----------------- | ---------------- | --------------- | --------------- | ---- |
| 1    | Willie Davenport  | Stati Uniti      | 13"6            | 13"65           | Q    |
| 2    | Hinrich John      | Germania Ovest   | 13"8            | 13"87           | Q    |
| 3    | Arnaldo Bristol   | Porto Rico       | 13"9            | 13"92           | Q    |
| 4    | Oleg Stepanenko   | Unione Sovietica | 13"9            | 13"95           | q    |
| 5    | Hernando Arrechea | Colombia         | 14"0            | 14"09           |      |
| 6    | Ishtiaq Mubarak   | Malaysia         | 14"3            | 14"36           |      |
| 7    | Su Po-Tai         | Taiwan           | 15"0            | 15"11           |      |

| Pos. | Atleta            | Nazione        | Tempo ufficiale | Tempo elettrico | Nota  |
| ---- | ----------------- | -------------- | --------------- | --------------- | ----- |
| 1    | Eddy Ottoz        | Italia         | 13"5            | 13"61           | [ 2 ] |
| 2    | Werner Trzmiel    | Germania Ovest | 13"8            | 13"87           | Q     |
| 3    | Juan Morales      | Cuba           | 13"9            | 13"94           | Q     |
| 4    | Gary Knoke        | Australia      | 14"1            | 14"14           |       |
| 5    | Stuart Storey     | Gran Bretagna  | 14"1            | 14"20           |       |
| 6    | Simbara Maki      | Costa d'Avorio | 14"3            | 14"32           |       |
| 7    | Fernand Tovondray | Madagascar     | 14"9            | 15"00           |       |

| Pos. | Atleta            | Nazione       | Tempo ufficiale | Tempo elettrico | Nota |
| ---- | ----------------- | ------------- | --------------- | --------------- | ---- |
| 1    | Leon Coleman      | Stati Uniti   | 13"7            | 13"77           | Q    |
| 2    | Bo Forssander     | Svezia        | 13"9            | 14"00           | Q    |
| 3    | Kjellfred Weum    | Norvegia      | 14"0            | 14"08           | Q    |
| 4    | Mike Parker       | Gran Bretagna | 14"1            | 14"16           |      |
| 5    | Patricio Saavedra | Cile          | 14"4            | 14"47           |      |
| 6    | Rogelio Onofre    | Filippine     | 15"0            | 15"01           |      |

| Pos. | Atleta            | Nazione          | Tempo ufficiale | Tempo elettrico | Nota |
| ---- | ----------------- | ---------------- | --------------- | --------------- | ---- |
| 1    | Viktor Balikhin   | Unione Sovietica | 13"8            | 13"82           | Q    |
| 2    | Marcel Duriez     | Francia          | 13"9            | 14"00           | Q    |
| 3    | Sergio Liani      | Italia           | 13"9            | 14"01           | Q    |
| 4    | Alan Pascoe       | Gran Bretagna    | 13"9            | 14"01           |      |
| 5    | Lubomír Nádeníček | Cecoslovacchia   | 14"1            | 14"18           |      |
| 6    | Alfredo Deza      | Perù             | 14"3            | 14"38           |      |
| 7    | Radhamés Mora     | Rep. Dominicana  | 16"8            | 16"85           |      |

### Semifinali
| Pos. | Atleta          | Nazione          | Tempo ufficiale | Tempo elettrico | Nota            |
| ---- | --------------- | ---------------- | --------------- | --------------- | --------------- |
| 1    | Ervin Hall      | Stati Uniti      | 13"3            | 13"38           | Record olimpico |
| 2    | Eddy Ottoz      | Italia           | 13"5            | 13"53           | Q               |
| 3    | Bo Forssander   | Svezia           | 13"7            | 13"75           | Q               |
| 4    | Pierre Schoebel | Francia          | 13"7            | 13"78           | Q               |
| 5    | Hinrich John    | Germania Ovest   | 13"8            | 13"87           |                 |
| 6    | Daniel Riedo    | Svizzera         | 14"0            | 14"07           |                 |
| 7    | Juan Morales    | Cuba             | 14"0            | 14"08           |                 |
| 8    | Viktor Balikhin | Unione Sovietica | 14"1            | 14"13           |                 |

| Pos. | Atleta           | Nazione          | Tempo ufficiale | Tempo elettrico | Nota |
| ---- | ---------------- | ---------------- | --------------- | --------------- | ---- |
| 1    | Willie Davenport | Stati Uniti      | 13"5            | 13"53           | Q    |
| 2    | Leon Coleman     | Stati Uniti      | 13"5            | 13"54           | Q    |
| 3    | Werner Trzmiel   | Germania Ovest   | 13"5            | 13"60           | Q    |
| 4    | Marcel Duriez    | Francia          | 13"7            | 13"73           | Q    |
| 5    | Oleg Stepanenko  | Unione Sovietica | 13"8            | 13"83           |      |
| 6    | Kjellfred Weum   | Norvegia         | 14"0            | 14"04           |      |
| 7    | Sergio Liani     | Italia           | 14"0            | 14"09           |      |
| 8    | Arnaldo Bristol  | Porto Rico       | 14"1            | 14"13           |      |

### Finale
| Pos.    | Corsia | Atleta           | Età | Nazione        | Tempo ufficiale | Tempo elettrico | Nota  |
| ------- | ------ | ---------------- | --- | -------------- | --------------- | --------------- | ----- |
| Oro     | 4      | Willie Davenport | 25  | Stati Uniti    | 13"3            | 13"33           | [ 2 ] |
| Argento | 6      | Ervin Hall       | 21  | Stati Uniti    | 13"4            | 13"42           |       |
| Bronzo  | 3      | Eddy Ottoz       | 24  | Italia         | 13"4            | 13"46           |       |
| 4       | 7      | Leon Coleman     | 24  | Stati Uniti    | 13"6            | 13"67           |       |
| 5       | 1      | Werner Trzmiel   | 26  | Germania Ovest | 13"6            | 13"68           |       |
| 6       | 2      | Bo Forssander    | 26  | Svezia         | 13"7            | 13"73           |       |
| 7       | 8      | Marcel Duriez    | 28  | Francia        | 13"7            | 13"77           |       |
| 8       | 5      | Pierre Schoebel  | 26  | Francia        | 14"0            | 14"02           |       |